# Lupinus arbustus
Espèce
Lupinus arbustus est une espèce de plantes à fleurs de la famille des Fabaceae. Elle est originaire de l'ouest de l'Amérique du Nord.

## Description
C'est une plante herbacée vivace à port dressé pouvant atteindre 70 cm de hauteur tout en formant des touffes denses ou des tapis. Sa texture est parfois velue. Chaque feuille palmée est composée de 5 à 13 folioles partant d’un point central et mesurant chacune de 2 à 7 cm de long. L'inflorescence bleues ou violettes, mais pouvant également être blanches mesure jusqu'à 18 cm de long et porte des verticilles de fleurs mesurant chacun jusqu'à 1,4 cm de long. Le calice des sépales, autour de la base de la corolle, est doté d'un éperon noueux à l'arrière. La corolle de la fleur est blanche, jaune et présente diverses nuances de violet ou de rose. Le fruit est une gousse velue ovale et lisse, dont la couleur peut varier du brun clair au brun foncé. Elle mesure de 2 ou 3 cm de long. 

## Répartition, habitat et écologie
Lupinus arbustus est présent de la Colombie-Britannique à la Californie et à l'Utah, où il pousse dans plusieurs types d'habitats, notamment les zônes à armoises et les forêts. Ce lupin est présent dans les régions au climat plus frais, souvent en montagne, où les températures restent modérées pendant la saison de croissance. La plante préfère les sols bien drainés, généralement rocailleux ou sableux, et s'adapte à divers types de sols, bien qu'elle prospère mieux dans les sols limoneux. Sa résistance à la sécheresse en fait un excellent candidat pour le  et les zônes déssechantes.
Le lupin à éperon joue un rôle essentiel, plante fixatrice d'azote, elle améliore la fertilité des sols en convertissant l'azote atmosphérique en une forme utilisable par d'autres plantes grâce à une relation symbiotique avec les bactéries présentes dans ses nodules racinaires. Cette caractéristique est particulièrement importante dans les sols pauvres en nutriments, courants dans ses habitats naturels. De plus, les fleurs du lupin fournissent du nectar et du pollen essentiels à divers pollinisateurs, dont les abeilles et les papillons, contribuant ainsi à la santé et à la diversité de l'écosystème.

## Liste des sous-espèces et variétés
Selon GBIF (20 juin 2025) :
- Lupinus arbustus subsp. arbustus
- Lupinus arbustus subsp. calcaratus (Kellogg) D.B.Dunn
- Lupinus arbustus subsp. neolaxiflorus D.B.Dunn
- Lupinus arbustus subsp. pseudoparviflorus (Rydb.) D.B.Dunn
- Lupinus arbustus subsp. silvicola (A.Heller) D.B.Dunn
- Lupinus arbustus var. arbustus

## Systématique
Le nom correct complet (avec auteur) de ce taxon est Lupinus arbustus Douglas.
Ce taxon porte en français le nom vernaculaire ou normalisé suivant : lupin à éperon. En anglais longspur lupine.
Lupinus arbustus a pour synonymes :
- Lupinus laxiflorus var. arbustus (Douglas) M.E.Jones
- Lupinus noldekeae Eastwood